# Silver Reef (Utah)
Silver Reef ist eine ehemalige Bergwerkssiedlung (Geisterstadt) im Washington County, Utah. Es war die einzige Bergwerkserrichtung in Nordamerika, die Silber im Sandstein abbaute. Die Siedlung war von 1875 bis 1893.

## Geschichte
1866 kam der Prospektor John Kemple mit einer kleinen Herde Pferde und Werkzeug in das südwestliche Utah. Hier gab es einige kleinere Siedlungen, unter anderem Leeds, Harrisburg und Toquerville. Er beschloss gemeinsam mit Orson B. Adams den Winter in Herrisburg zu verbringen. Bei seinen Untersuchungen im Umland entdeckte er Silber in einer Felsformation westlich der späteren Siedlung Silver Reef. Er war darüber erstaunt, da die Geologen normalerweise davon ausgingen, dass sich in Sandstein kein Silber finden lässt. Um sicher zu gehen, schickte er Proben nach Salt Lake City, Beaver und Pioche in Nevada. Die Ergebnisse der Gesteinsuntersuchungen waren durchweg positiv. Kemple stellte fest, dass die Gegend rund zwei Meilen nördlich und westlich von Leeds die größten Vorkommen versprachen. Da die Vorkommen in Pioche nahezu erschöpft waren, kamen die Bergleute nun zu dieser neuen Silberquelle, steckten ihre Claims ab und siedelten in Zeltstädten entlang der Felsformation. Im Jahr 1875 gelangte die Nachricht von den Silberfunden zu den Gebrüdern Walker, zwei Geschäftsleuten und Minenbetreibern aus Salt Lake City. Sie schickten ihren Agenten William Tecumseh Barbee dorthin, um eigene Untersuchungen anzustellen und in ihrem Namen Claims zu erwerben. Barbee steckte mehrere Claims ab und gründete im Dezember Jahres die Stadt „Bonanza“. Sie bot unter anderem ein Hotel und einem Warenhandel an.

### Boomtown
Entlang des Quail Creek und des Virgin Rivers wurden Gesteinsmühlen errichtet und die Stage Coach, die zwischen Pioche und Salt Lake City verkehrte, änderte ihre Route, um die Gegend anzubinden. Die Immobilienpreise in Bonanza erhöhten sich drastisch. Auf der Suche nach billigerem Land errichteten viele Bergleute nördlich der Stadt eine Zeltstadt, die sie zunächst „Rockpile“ nannten. Aus dieser Zeltstadt entstand Silver Reef. Hier entstand das eigentliche Zentrum, so dass viel Gebäude in Bonanza abgebaut und nach hier umgesetzt wurden. Innerhalb weniger Wochen war eine Stadt entstanden, die neun Lebensmittelgeschäfte, sechs Salons, fünf Restaurants und sogar eine Zeitung hatte. Die Hauptstraße war mehr als eine Meile lang. Als entlassene Arbeiter der Eisenbahn ließen sich chinesische Bewohner in Silver Reef nieder und gründeten ihre eigene Chinatown. Zu Spitzenzeiten lebten zwischen 1500 und 2000 Menschen in der Stadt.
Der Niedergang von Silver Reef begann im Jahr 1881 mit einem Bergarbeiterstreik. Als die Bergleute zur Arbeit kamen, wurde ihnen mitgeteilt, dass ihnen von nun an weniger Lohn bezahlt werde. Sie weigerten sich daraufhin ihre Arbeit aufzunehmen. Der Streik dauerte vier Monate und viele der Bergleute verließen den Ort. Der Preis für eine Tonne Silber war stark gesunken, die Vorkommen waren nahezu erschöpft und ein kostenintensiver Abbau war nicht rentabel. Mehrere Unternehmen stellten den Betrieb ein, Minen und Mühlen wechselten mehrmals den Besitzer. Die letzte Mine wurde 1891 stillgelegt. Alle Versuche, die zwischen 1898 und 1950 unternommen wurden, um die Minen wiederzubeleben, schlugen fehl. Immerhin wurde in den Minen Erz im Wert von etwa 25 Millionen US-Dollar abgebaut.

### Geisterstadt
Silver Reef wurde zunehmend zu einer Geisterstadt. Häuser wurden umgesetzt. Das Schul- und Mehrzweckgebäude wurde in Leeds wieder aufgebaut und als Schule genutzt. Der Rest verfiel. Nach Jahren als Geisterstadt entwickelte sich Silver Reef zu einer Touristenattraktion. Das Gebäude der Wells Fargo wurde restauriert und als Kunstgalerie genutzt. Aus dem ehemaligen Rice Bankhaus wurde ein Souvenirshop und im restaurierten Powderhouse ist ein Modell von Silver Reef in seiner Blütezeit zu sehen. Im Nachbau des Cosmopolitan Restaurants kann gespeist werden. Es gibt wieder rund vierzig Häuser in Silber Reef, das in die Stadt Leeds eingemeindet wurde.

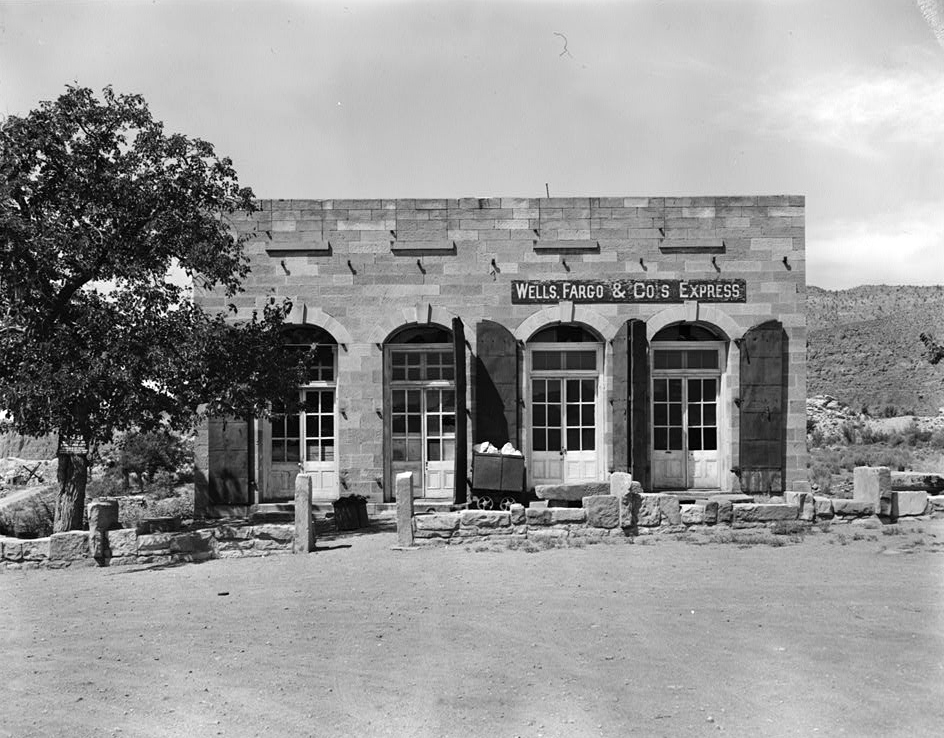
Wells Fargo
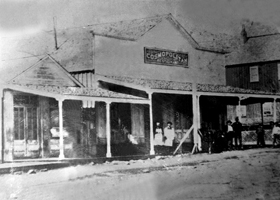
Cosmopolitan Restaurant Original
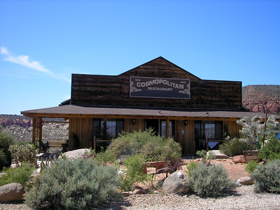
Cosmopolitan Restaurant Nachbau
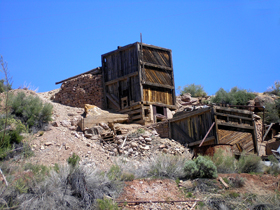
Alte Mine